# Nehawand
Nehawand, auch Nehāwend oder Nahawand (persisch نهاوند Nahavand, DMG Nahāwand) ist eine Stadt in der iranischen Provinz Hamadan. Sie befindet sich südlich von Hamadan, östlich von Malayer und südwestlich von Borudscherd. Nehawand ist eine der ältesten existierenden Städte in Iran.

## Name
Der Name نهاوند wird in Büchern und Quellen unterschiedlich geschrieben bzw. transkribiert: so auch Nehavend, Nehawend, Nihavand usw.; ehemals auch Mah-Nahavand.
Der antike Name war Laodicea (altgriechisch Λαοδικεια; Arabisch Ladhiqiyya), auch Laodiceia und Laodikeia, Laodikeia in Media oder Laodikeia in Persis genannt.
Weitere Namen waren, abgeleitet von altgriechisch Antiocheia (unter den Seleukiden) Antiochia in der Persis, Antiochia von Chosrau (altgriechisch Αντιόχεια του Χοσρόη) und Antiochia in Media (Αντιόχεια της Μηδίας), sowie Nemavand und Niphaunda.

## Geschichte
Nehawand wurde zusammen mit den achämenidischen Städten Apameia und Xerxes durch Dareios I. in Medien gegründet. Plinius dem Älteren zufolge bildete die Stadt die äußerste Grenze Mediens und wurde durch Xerxes I. wiedergegründet (Band VI der Naturalis historia).
642 war die Stadt Schauplatz der Schlacht bei Nehāwand, die den Abschluss des Niedergangs des Sassanidenreichs und der islamischen Eroberung Irans markierte.
Etwa 10 km nordwestlich von Nehawand befindet sich die archäologische Fundstätte Tepe Giyan.
Zu den namhaften Bewohnern von Nahāvand gehörten Benjamin Nahawandi, eine Schlüsselfigur in der Entwicklung des karäischen Judentums im frühen Mittelalter, und Ahmad Nahawandi, Astronom an der Akademie von Gundischapur aus dem 8. Jahrhundert.
Im Jahr 2012 hatte Nehawand eine Einwohnerzahl von hochgerechnet knapp 76.000. Nahāvand gab einem Melodietyp in der arabischen, iranischen und türkischen Musik seinen Namen.